# Palais de justice de Thionville
Le palais de justice de Thionville est un tribunal Judiciaire situé dans la commune française de Thionville et le département de la Moselle.

## Histoire

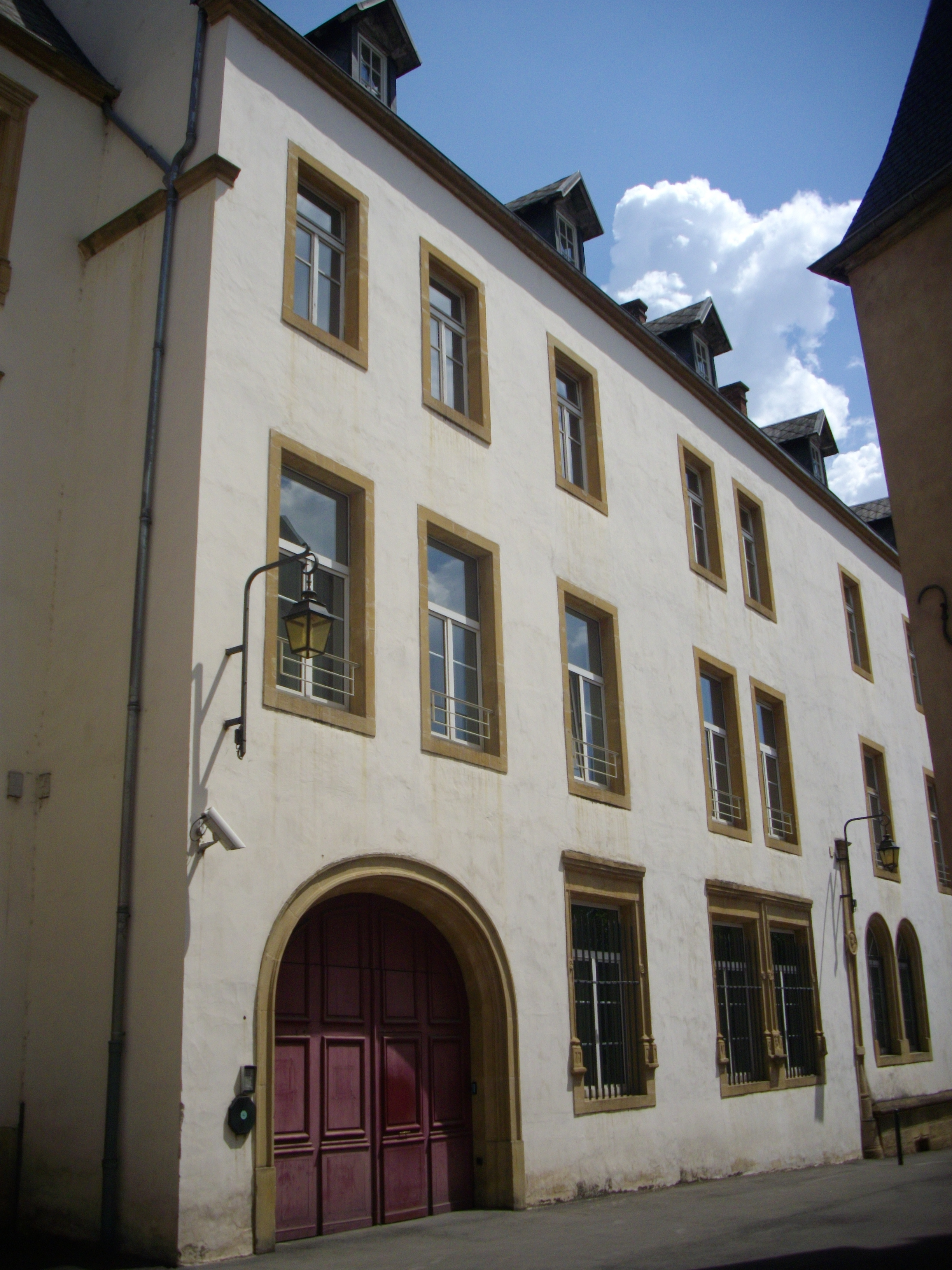
Palais de justice.

Les éléments Renaissance de la façade sur la place et le porche conduisant à la cour sont inscrits au titre des monuments historiques par arrêté du 27 mai 1980.
Bernard d'Eltz a fait construire le bâtiment en 1551 dans le style Renaissance luxembourgeois. De la structure d'origine, a été conservé la construction de la maison de garde avec deux arcs en voûte, trois fenêtres au rez-de-chaussée sur la façade principale, les caves et une grande salle voûtée (actuellement la salle d'audience du tribunal régional). Ses nervures voûtées rappellent de nombreuses pièces du premier étage de la Tour aux Puces, vers 1583 et 1586. 
L’hôtel d'Eltz a été acheté par les "Sœurs de la Divine Providence" en 1899 pour abriter un pensionnat de jeunes filles. À partir de 1903, l'internat s'agrandit avec la construction des bâtiments néo-gothiques sur les rives de la Moselle. En 1914, les sœurs ont acquis une maison voisine (Place du Château). L'architecte Loosen de Diedenhofen a conçu un projet de restructuration pour installer un escalier dans l'ancienne cour du n° 10 et une chapelle dans la salle voûtée du rez-de-chaussée. En 1919, l'exécution est terminée, en 1914 reportée par la guerre. La même année, le bâtiment, construit en 1903, a été surélevé d'un étage. En 1934, les sœurs ont demandé la construction d'un nouvel internat sur le site de l'actuelle ferme Raviller, juste en face. En 1939, le bâtiment de la justice a été créé. La rénovation des bâtiments à cet effet a été réalisée par l'architecte communautaire Le Chevalier. Vers 1950, les façades de la cour ont été restaurées. 